# ヨーロチュキ停留所
ヨーロチュキ停留所（ヨーロチュキていりゅうじょ、ロシア語: о.п. Ёлочки）は、ロシア連邦サハリン州にあるロシア鉄道極東鉄道支社サハリン地域部コルサコフ - ノグリキ線の停留場である。

## 駅構造
単式ホーム1面1線を有する停留場。駅員無配置で、駅舎は設けられておらず直接ホームに入る構造である。

## 運行状況
現在はポロナイスク駅、ポページノ駅発着の1往復のみ停車する。

## 隣の駅
ロシア鉄道極東鉄道支社サハリン地域部
コルサコフ-ノグリキ線
ヴェテランスカヤ - ヨーロチュキ停留所 - オレーニ